# Crackerjack (film, 1994)
Pour plus de détails, voir Fiche technique et Distribution.
Crackerjack est un film canadien, sorti en 1994.

## Synopsis
Un policier ayant des problèmes personnels et un guide touristique tentent d’empêcher un voleur de haut vol de provoquer une avalanche afin d'enterrer l’hôtel accueillant un riche gangster, dont ils sont sur la piste.

## Fiche technique
- Titre : Crackerjack
- Réalisation : Michael Mazo
- Scénario : Michael Mazo et Jonas Quastel
- Pays d'origine : Canada
- Format : Couleurs - 1,85:1 - Stéréo
- Genre : action
- Durée : 95 minutes
- Date de sortie : 1994

## Distribution
- Thomas Ian Griffith : Jack Wild
- Nastassja Kinski : K.C.
- Christopher Plummer : Ivan Getz
- Vladimir Kulich : Stephan
- Alex Diakun : Kraft
- Scott McNeil : Rex
- Garvin Cross : Troy
- Duncan Fraser : Colonel Hardy
- Marc Akerstream